# 사파로쉬
사파로쉬(Sarfarosh)는 인도에서 제작된 존 매튜 매단 감독의 1999년 액션, 모험, 드라마 영화이다. 네시러딘 샤 등이 주연으로 출연하였고 존 매튜 매단 등이 제작에 참여하였다.

## 출연

### 주연
- 네시러딘 샤
- 아미르 칸

### 조연
- 소날리 벤드레
- 무케쉬 리쉬
- 아카시 쿠라나
- 스미타 자이카르
- 아메드 칸
- 프라딥 싱 라워
- 마크란드 데쉬판데
- 마노 조쉬
- 수레카 시크리
- 로히트 라이
- 카말 아딥
- 노와즈
- 고빈드 남데오

## 제작진
- 각색: 흐리데이 레니
- 각색: 파딕 바츠